# Stefano Carozzo
Stefano Carozzo, född den 17 januari 1979 i Savona, Italien, är en italiensk fäktare som tog OS-brons i herrarnas lagtävling i värja i samband med de olympiska fäktningstävlingarna 2008 i Peking.